# Saint-Pierre-la-Vieille
Saint-Pierre-la-Vieille è un ex comune francese di 373 abitanti situato nel dipartimento del Calvados nella regione della Normandia. Dal 1º gennaio 2017 è stato accorpato ai comuni di La Chapelle-Engerbold, Condé-sur-Noireau, Lénault, Proussy e Saint-Germain-du-Crioult per formare il comune di Condé-en-Normandie, del quale costituisce comune delegato.

## Società

### Evoluzione demografica
Abitanti censiti